# Поркара (Беневенто)
Поркара је насеље у Италији у округу Беневенто, региону Кампанија.
Према процени из 2011. у насељу је живело 34 становника. Насеље се налази на надморској висини од 591 м.